# 김진오 (1987년)
김진오(1987년 7월 13일 ~ )는 대한민국의 정치인이다. 대전광역시의원을 지냈다.

## 학력
- 용인대학교 일반대학원 졸업(경호학 박사)

## 경력
- 대전과학기술대학교 경찰경호학과 겸임교수
- 용인대지노태권스쿨(복수동) 관장
- 국민의힘 대전시당 서구갑당원협의회 청년위원장
- 윤석열 대통령 후보 대전시 공동선대위원장
- 2022.07 ~ : 제9대 대전광역시의회 의원
  - 2022.07 ~ 2024.06: 제9대 대전광역시의회 전반기 부의장
  - 2022.07 ~ 2024.06: 제9대 대전광역시의회 전반기 행정자치위원회 위원
  - 제9대 대전광역시의회 전반기 장애인사회참여증진특별위원회 위원
  - 충청권하계세계대학경기대회지원특별위원회 위원장
  - 제9대 대전광역시의회 지방의회 권한 확대 방안 연구회 회원
  - 제9대 대전광역시의회 지역인재육성과 대전산업발전 연구회 간사

## 역대 선거 결과
| 실시년도 | 선거      | 대수 | 직책   | 선거구              | 정당     | 득표수   | 득표율          | 순위 | 당락 | 비고           |
| -------- | --------- | ---- | ------ | ------------------- | -------- | -------- | --------------- | ---- | ---- | -------------- |
| 2022년   | 지방 선거 | 9대  | 시의원 | 대전 서구 제1선거구 | 국민의힘 | 16,504표 | \| \| 57.11% \| | 1위  |      | 초선, 민선 8기 |
|          | 57.11%    |      |        |                     |          |          |                 |      |      |                |